# Lyncar
Lyncar était une ancienne écurie de course britannique fondée par Martin Slater. Lyncar a notamment été engagée à trois reprises en championnat du monde mais n’a disputé qu’un seul Grand Prix, en 1975. La Lyncar 006 a décroché une 26e place sur la grille comme meilleure qualification et son pilote John Nicholson a terminé 17e du seul Grand Prix disputé.

## Historique
Lyncar s’est engagée en Formule 1 en 1974 à la suite de l'insistance de John Nicholson, mécanicien chez McLaren et pilote amateur néo-zélandais qui a commencé à courir sur une Brabham BT18. En 1973, et 1974, Nicholson dispute le championnat Atlantic sur une March puis sur une Lyncar et remporte à deux reprises le championnat. Parallèlement à sa carrière de pilote, il côtoie le monde de la Formule 1 en préparant des blocs Ford-Cosworth pour le compte de l’écurie McLaren. Persuadé de pouvoir briller en Formule 1, il parvient à convaincre Martin Slatter, fondateur de Lyncar, de lui construire un châssis de Formule 1 sur lequel il montera un Ford-Cosworth de sa préparation.
La Lyncar 006 participe à la IX Race of Champions, disputé sur le circuit de Brands Hatch, mais n'est pas classée en fin de course. Elle permet néanmoins à Nicholson de décrocher une sixième place lors du XXVI BRDC International Trophy, course hors-championnat disputé sur le circuit de Silverstone.
La monoplace, sponsorisée par Pinch Plant Ltd pour les courses comptant pour le championnat du monde, doit faire ses débuts en championnat du monde lors du Grand Prix de Belgique 1974 mais ne confirme pas son engagement. C’est en Grande-Bretagne, quelques mois plus tard, qu’elle fait ses premiers tours de roues en compétition officielle, mais Nicholson ne réussit que le trente-et-unième temps des qualifications (sur 35 engagés), à 1,2 seconde du vingt-cinquième et dernier qualifié.
La saison suivante, l'écurie participe à la X Race of Champions, où Nicholson abandonne au bout de quinze tours à la suite d'une casse moteur. Un mois plus tard, Lyncar est engagée au XXVII BRDC International Trophy lors duquel le pilote néo-zélandais terminera treizième, à un tour du vainqueur Niki Lauda.
Lors du Grand Prix de Grande-Bretagne, Nicholson retente l’aventure et parvient à se qualifier en vingt-sixième et dernière position à 3,5 secondes du pilote Shadow Tom Pryce. La Lyncar est victime d’un accident au cinquante-et-unième tour de l’épreuve et Nicholson est classé dix-septième à 5 tours du vainqueur Emerson Fittipaldi,. L’aventure en championnat du monde s’arrête là pour Lyncar et pour Nicholson.
La monoplace est plus tard confiée à Emilio de Villota pour disputer le championnat britannique de Formule 1 (Championnat Aurora), sans plus de réussite.

## Résultats en championnat du monde de Formule 1
| Saison | Écurie          | Châssis    | Moteur           | Pneus    | Pilotes        | Grands Prix disputés | Points inscrits | Classement |
| ------ | --------------- | ---------- | ---------------- | -------- | -------------- | -------------------- | --------------- | ---------- |
| 1974   | Pinch Plant Ltd | Lyncar 006 | Ford-Cosworth V8 | Goodyear | John Nicholson | 0                    | 0               | Non classé |
| 1975   | Pinch Plant Ltd | Lyncar 006 | Ford-Cosworth V8 | Goodyear | John Nicholson | 1                    | 0               | Non classé |

| Saison | Écurie          | Châssis    | Moteur               | Pneumatiques | Pilotes        | Courses | Courses | Courses | Courses | Courses | Courses | Courses | Courses | Courses | Courses | Courses | Courses | Courses | Courses | Courses | Points inscrits | Classement |
| Saison | Écurie          | Châssis    | Moteur               | Pneumatiques | Pilotes        | 1       | 2       | 3       | 4       | 5       | 6       | 7       | 8       | 9       | 10      | 11      | 12      | 13      | 14      | 15      | Points inscrits | Classement |
| ------ | --------------- | ---------- | -------------------- | ------------ | -------------- | ------- | ------- | ------- | ------- | ------- | ------- | ------- | ------- | ------- | ------- | ------- | ------- | ------- | ------- | ------- | --------------- | ---------- |
| 1974   | Pinch Plant Ltd | Lyncar 006 | Ford-Cosworth DFV V8 | Goodyear     |                | ARG     | BRÉ     | AFS     | ESP     | BEL     | MON     | SUÈ     | P-B     | FRA     | GBR     | ALL     | AUT     | ITA     | CAN     | USA     | 0               | Non classé |
| 1974   | Pinch Plant Ltd | Lyncar 006 | Ford-Cosworth DFV V8 | Goodyear     | John Nicholson |         |         |         |         | Forf    |         |         |         |         | Nq      |         |         |         |         |         | 0               | Non classé |
| 1975   | Pinch Plant Ltd | Lyncar 006 | Ford-Cosworth DFV V8 | Goodyear     |                | ARG     | BRÉ     | AFS     | ESP     | MON     | BEL     | SUÈ     | P-B     | FRA     | GBR     | ALL     | AUT     | ITA     | USA     |         | 0               | Non classé |
| 1975   | Pinch Plant Ltd | Lyncar 006 | Ford-Cosworth DFV V8 | Goodyear     | John Nicholson |         |         |         |         |         |         |         |         |         | 17e     |         |         |         |         |         | 0               | Non classé |

Légende : ici 